# Bildøy
60°21′13″N 5°6′19″Ø / 60.35361°N 5.10528°Ø
Bildøy eller Bildøyna er en ø beliggende mellem øerne  Sotra og Litlesotra som ligger i Øygarden kommune, vest for Bergen i Vestland fylke i Norge. På trods af sin beskedne størrelse sammenlignet med naboøerne, huser Bildøy bl.a Sotra vidaregåande skole, Fjell ungdomsskole, Bildøyhallen og Indremisjonsforbundets bibelskole, hvilket  gør øen til en vigtig del af kommunen.
Den nordre del af Bildøy er præget af  fritidsejendomme, fisker- og bådhuse og en del udmark. Syd for riksvei 555, som deler Bildøy på tværs, ligger  skoler og idrætspark, samt boligområdet Søre Bildøy helt på sydspidsen af øen.
Bildøy har også lagt navn til toppen Bildenuten (også kaldt Bildefjellet), 221 moh. som er en del af bjergryggen som strækker sig på Sotras østside.